# ウィリアム・デリック
ウィリアム・シャープルズ・デリック（William Sharples Derrick, 1802年7月31日 - 1852年5月15日）は、アメリカ合衆国の政治家。

## 生い立ちと家族
1802年7月31日、デリックはペンシルベニア州ウエストチェスターにおいて、フィリップ・デリック (Philip Derrick, 1772-1819) とサラ・シャープルズ (Sarah Sharples, 1774-1832) の息子として誕生した。父親のフィリップはウエストチェスターの初代市長であり、印刷会社デリック・アンド・シャープルズの経営者であった。
デリックは1827年8月9日にアン・パターソン・ライオンズ (Anne Patterson Lyons, 1807-1892) と結婚した。

## 国務省での活動
デリックは1827年に国務省に事務官として入省した。デリックはフランス語とスペイン語に堪能な人物として知られるようになり、また英文学にも精通していた。
デリックは1843年4月24日に首席事務官となり、死去するまで国務省に務めた。1843年6月21日から6月23日までは、アメリカ合衆国国務長官代行も務めた。デリックはジョン・クィンシー・アダムズからミラード・フィルモアまで8人の大統領の下で仕事を行った。デリックはヘンリー・クレイ国務長官の秘書官も務め、デリックの長男はクレイにちなんで、ヘンリー・クレイ・デリックと命名された。

## 晩年
1852年5月15日、デリックは結核によりワシントンD.C.で死去した。葬儀はワシントンD.C.のG番街13丁目エピファニー教会において、フレンチ牧師により執り行われた。デリックの遺体はワシントンD.C.の議会墓地に埋葬された。
| 公職                                      | 公職                                                         | 公職                      |
| ----------------------------------------- | ------------------------------------------------------------ | ------------------------- |
| 先代 ダニエル・フレッチャー・ウェブスター | アメリカ合衆国国務省首席事務官 1843年4月24日 - 1844年4月9日  | 次代 リチャード・クレイル |
| 先代 リチャード・クレイル                 | アメリカ合衆国国務省首席事務官 1845年5月11日 - 1845年8月27日 | 次代 ニコラス・トリスト   |
| 先代 ニコラス・トリスト                   | アメリカ合衆国国務省首席事務官 1847年4月15日 - 1848年1月25日 | 次代 ジョン・アップルトン |
| 先代 ジョン・アップルトン                 | アメリカ合衆国国務省首席事務官 1848年4月25日 - 1852年5月15日 | 次代 ウィリアム・ハンター |